# John Madison Cooper
John Madison Cooper (* 29. November 1939 in Memphis, Tennessee; † 8. August 2022 in Princeton, New Jersey) war ein US-amerikanischer Philosoph und Philosophiehistoriker auf dem Gebiet der antiken Philosophie.
Cooper studierte Philosophie an der Harvard University (1957–1961) und schloss dieses Studium mit dem A.B. ab. Er setzte seine Studien am Corpus Christi College, Oxford, fort (1961–1963) und schloss diese mit dem B.Phil. in Philosophie ab. Darauf folgte ein Promotionsstudium an der Harvard University (1963–1966). Den Ph.D. erhielt er 1967 mit einer Dissertation zu Platons Dialog Theaitetos.
Nach einem Jahr als Instructor war Cooper zunächst Assistant Professor of Philosophy and the Classics an der Harvard University (1967–1971), bevor er als Associate Professor of Philosophy an die University of Pittsburgh wechselte (1971–1976), wo er zum Professor aufstieg (1976–1981). 1981 nahm er eine Professur in Philosophie an der Princeton University an, wo er zum Stuart Professor of Philosophy (1998–2009) und schließlich 2009 zum Emeritus Henry Putnam University Professor ernannt wurde.
2001 wurde er als Fellow in die American Academy of Arts and Sciences gewählt. 2011 hielt er die John Locke Lectures an der Universität Oxford, 2012 die Tanner Lectures on Human Values an der Stanford University.
Forschungsschwerpunkte Coopers waren Sokrates, Platon, Aristoteles und Seneca und insbesondere die antike Ethik. In seiner letzten Monographie Pursuits of Wisdom arbeitete er die philosophischen Lebensformen der antiken Philosophie heraus.
Schüler von Cooper waren unter anderem Rachel Barney und Jozef Müller.

## Schriften (Auswahl)
- Pursuits of Wisdom. Six Ways of Life in Ancient Philosophy from Socrates to Plotinus. Princeton University Press, Princeton 2012, (Digitalisat).
- Knowledge, Nature, and the Good. Essays on Ancient Philosophy. Princeton University Press, Princeton 2004.
- Reason and Emotion. Essays on Ancient Moral Psychology and Ethical Theory. Princeton University Press, Princeton 1999.
- (Hrsg.): Plato, Complete Works. Hackett, Indianapolis, Indiana 1997.
- (Hrsg., Übers.): Seneca, Moral and Political Essays. Edited and translated, with introductions and notes, by John M. Cooper and J. F. Procopé. (Cambridge Texts in the History of Political Thought). Cambridge University Press, Cambridge 1995. Chinesische Übersetzung 2003.
- Reason and Human Good in Aristotle. Harvard University Press, 1975; paperback Hackett, Indianapolis, Indiana 1986.
- Plato’s Theaetetus. Ph.D. Dissertation Harvard 1967. Druckfassung mit neuem Vorwort: Garland Publishing Company, New York and London 1990.